# Musikjahr 1967
Liste der Musikjahre

◄◄ | ◄ | 1963 | 1964 | 1965 | 1966 | Musikjahr 1967 | 1968 | 1969 | 1970 | 1971 | ► | ►►

Weitere Ereignisse · Country-Musik
Dieser Artikel behandelt das Musikjahr 1967.
Im angelsächsischen Sprachraum wird die Musikszene vom aufkeimenden Psychedelic Rock geprägt. Zu nennen ist hier das Erscheinen der Debütalben von The Jimi Hendrix Experience, Pink Floyd, The Doors und Procol Harum sowie des legendären Beatles-Albums Sgt. Pepper’s Lonely Hearts Club Band. In Deutschland landete nebst englischsprachigen Musikern unter anderem Roy Black mit zwei Liedern (Frag nur dein Herz und Meine Liebe zu dir) in der Hitparade. Im Jazz-Bereich sind die in diesem Jahr erschienenen Alben von Miles Davis (Miles Smiles, Columbia), McCoy Tyner (The Real McCoy, Blue Note), Thelonious Monk (Straight, No Chaser, Columbia), Nina Simone (Nina Simone Sings the Blues, RCA Victor) und Wayne Shorter (Adam’s Apple, Blue Note) zu nennen.

## Ereignisse

### Populäre Musik
- 03. Februar: Der britische Musikproduzent Joe Meek erschießt seine Vermieterin und begeht danach Suizid.
- 10. März: Mit Arnold Layne wird die erste Single der britischen Band Pink Floyd veröffentlicht.
- 25. März: The Who geben ihr erstes Konzert in den Vereinigten Staaten.
- 27. März: John Lennon und Paul McCartney erhalten den Ivor Novello Award für den Song Michelle.
- 08. April: Die britische Sängerin Sandie Shaw verzeichnet mit dem Lied Puppet on a String beim Eurovision Song Contest in Wien einen Erdrutschsieg.
- 01. Mai: Elvis Presley heiratet im Hotel Aladdin in Las Vegas die 21-jährige Offizierstochter Priscilla Beaulieu.
- 10. Mai: Das von John Phillips geschriebene und von Scott McKenzie gesungene Lied San Francisco (Be Sure to Wear Flowers in Your Hair) erscheint bei Ode Records. Es gilt heute als Hymne der Hippie-Bewegung und des im gleichen Jahr stattfindenden Summer of Love.
- 24. Mai: Unter dem Motto „Das engagierte Lied“ versammeln die deutschen Liedermacher zum vierten Mal zum Festival auf Burg Waldeck sich und ihre Anhänger bis zum 28. Mai.
- 26. Mai: In Großbritannien wird das Beatles-Album Sgt. Pepper’s Lonely Hearts Club Band veröffentlicht.
- 29. Mai: Im englischen Ort Spalding in Lincolnshire findet das Pop-Konzert Barbeque 67 statt. In der Tulip Bulb Action Hall treten vor rund 4000 Menschen sechs der führenden Rock- und R&B-Gruppen des Jahres auf, unter ihnen Pink Floyd, Eric Clapton und Jimi Hendrix.
- 16. Juni: Drei Tage lang, bis zum 18. Juni 1967 findet das Monterey Pop Festival statt, mit 70.000 bis 90.000 Besuchern das erste große Festival, zugleich musikalischer Auftakt zur so genannten „Hippie-Kultur“. Jimi Hendrix setzt am Schluss seines Auftritts seine Gitarre in Brand.
- 25. Juni: Die BBC-Sendung Our World wird als erste Fernsehsendung weltweit über Satellit ausgestrahlt. Mit dabei ist der eigens für die Sendung komponierte Beatles-Song All You Need Is Love.
- 29. Juni: Mick Jagger und Keith Richards werden wegen Drogenbesitz zu einer Gefängnisstrafe verurteilt. Sie legen später erfolgreich Berufung gegen die Urteile ein.
- 05. August: Mit The Piper at the Gates of Dawn erscheint das erste Album von Pink Floyd.
- 27. August: Beatles-Manager Brian Epstein stirbt im Alter von 32 Jahren an einer Überdosis Alkohol und Barbiturate.
- 01. Oktober: Der österreichische Rundfunksender Ö3 strahlt zum ersten Mal die Sendung Die Musicbox aus.
- 06. Oktober: Mit der Veranstaltung Death of a Hippie, mit der die Hippie-Bewegung symbolisch zu Grabe getragen wird, endet der Summer of Love in San Francisco.
- 09. November: In den USA erscheint die erste Ausgabe der Musikzeitschrift Rolling Stone.
- 09. Dezember: Bei einem Konzert von The Doors in New Haven, Connecticut wird Frontmann Jim Morrison auf der Bühne verhaftet. Ihm wird vorgeworfen, seine Zuschauer gegen die Polizei angestachelt zu haben. Die Vorwürfe werden schlussendlich fallen gelassen.[2]

### Jazz
- 21. April: Der WDR strahlt im ersten Fernsehprogramm unter Leitung von Siegfried Schmidt-Joos die Podiumsdiskussion Pop Jazz – Free Jazz aus, in der die musikalischen Ansätze von Klaus Doldinger und Peter Brötzmann vorgestellt und verglichen werden.[3]
- 16.–18. Juni: In der Schweiz wird das erste Montreux Jazz Festival veranstaltet, zunächst vor allem mit Jazzbands aus zahlreichen Ländern Europas.

### Klassische Musik und Musiktheater
- 17. März: Die Oper Mourning Becomes Electra von Marvin David Levy nach dem Bühnenstück Trauer muss Elektra tragen von Eugene O’Neill wird an der Metropolitan Opera in New York uraufgeführt.
- 19. Mai: Am Lisner Auditorium in Washington findet die Uraufführung der Oper Bomarzo von Alberto Ginastera statt.
- 03. Juli: Hans Werner Henzes Elegie für junge Liebende wird in Amsterdam beim Holland Festival aufgeführt.
- 24. September: Unter der Überschrift „Sprengt die Opernhäuser in die Luft“ veröffentlicht Der Spiegel ein Interview mit Pierre Boulez, in dem der sich über den extrem konservativen Opernbetrieb beklagt.
- 17. Oktober: In New York wird das Musical Hair uraufgeführt.
- 27. Oktober: Im Großen Haus der Württembergischen Staatstheater in Stuttgart wird die Neufassung des Balletts Onegin von John Cranko nach der Musik von Peter Iljitsch Tschaikowski in der Bearbeitung von Kurt-Heinz Stolze vom Stuttgarter Ballett uraufgeführt. Diese Fassung beseitigte alle Schwächen der Erstfassung und hat diese vollständig von den Spielplänen verdrängt.
- Luciano Berio: Sequenza VI für Viola solo
- Steve Reich: Piano Phase

## Musikcharts

### Deutschland
| Position | Singles                                                 |
| -------- | ------------------------------------------------------- |
|          |                                                         |
| 1        | Schiwago-Melodie (Lara’s Theme) Maurice Jarre Orchester |
| 2        | Puppet on a String Sandie Shaw                          |
| 3        | Frag nur dein Herz Roy Black                            |
| 4        | Der letzte Walzer Roy Black                             |
| 5        | Dear Mrs. Applebee David Garrick                        |
| 6        | Lass die Sonne wieder scheinen Ronny                    |
| 7        | I Was Kaiser Bill’s Batman Whistling Jack Smith         |
| 8        | I’m a Believer The Monkees                              |
| 9        | Let’s Spend the Night Together The Rolling Stones       |
| 10       | No Milk Today Herman’s Hermits                          |

Die längsten Nummer-eins-Singles
Lieder, die die meiste Zeit während eines anderen Jahres auf Platz 1 der Charts verbrachten, werden hier nicht aufgeführt.
1. Sandie Shaw – Puppet on a String; Scott McKenzie – San Francisco (Be Sure to Wear Flowers in Your Hair) (jeweils 2 Monate)
2. The Monkees – I’m a Believer; The Beatles – All You Need Is Love (jeweils 1½ Monate)

Alle weiteren Lieder waren einen halben oder einen Monat auf Platz 1 gelistet.
Die längsten Nummer-eins-Alben
Alben, die die meiste Zeit während eines anderen Jahres auf Platz 1 der Charts verbrachten, werden hier nicht aufgeführt.
1. Esther & Abi Ofarim – Das neue Esther & Abi Ofarim Album (3½ Monate)
2. Verschiedene Interpreten – Die schönsten russischen Volkslieder; The Beatles – Sgt. Pepper’s Lonely Hearts Club Band (jeweils 3 Monate)
3. Esther & Abi Ofarim – 2 in 3 (1½ Monate)

Alle Nummer-eins-Hits und die Hits des Jahres

### Österreich
| Position | Singles                                                             |
| -------- | ------------------------------------------------------------------- |
|          |                                                                     |
| 1        | Puppet on a String Sandie Shaw                                      |
| 2        | Schiwago-Melodie (Lara’s Theme) Maurice Jarre Orchester             |
| 3        | Let’s Spend the Night Together The Rolling Stones                   |
| 4        | No Milk Today Herman’s Hermits                                      |
| 5        | Green, Green Grass Of Home Tom Jones                                |
| 6        | I’m a Believer The Monkees                                          |
| 7        | All You Need Is Love The Beatles                                    |
| 8        | San Francisco (Be Sure to Wear Flowers in Your Hair) Scott McKenzie |
| 9        | Ha! Ha! Said The Clown Manfred Mann                                 |
| 10       | I Was Kaiser Bill’s Batman Whistling Jack Smith                     |

Die längsten Nummer-eins-Singles
Lieder, die die meiste Zeit während eines anderen Jahres auf Platz 1 der Charts verbrachten, werden hier nicht aufgeführt.
1. Sandie Shaw – Puppet on a String (13 Wochen)
2. Scott McKenzie – San Francisco (Be Sure to Wear Flowers in Your Hair) (9 Wochen)
3. Herman’s Hermits – No Milk Today (8 Wochen)

Alle Nummer-eins-Hits und die Hits des Jahres

### Vereinigtes Königreich
| Singles                                                             | Position | Alben                                             |
| ------------------------------------------------------------------- | -------- | ------------------------------------------------- |
|                                                                     |          |                                                   |
| Release Me (And Let Me Love Again) Engelbert Humperdinck            | 1        | Sgt. Pepper’s Lonely Hearts Club Band The Beatles |
| There Goes My Everything Engelbert Humperdinck                      | 2        | The Sound of Music (Soundtrack)                   |
| The Last Waltz Engelbert Humperdinck                                | 3        | Best of the Beach Boys The Beach Boys             |
| Just Loving You Anita Harris                                        | 4        | Doctor Zhivago (Soundtrack)                       |
| San Francisco (Be Sure to Wear Flowers in Your Hair) Scott McKenzie | 5        | Going Places Herb Alpert & the Tijuana Brass      |
| Puppet on a String Sandie Shaw                                      | 6        | The Monkees                                       |
| A Whiter Shade of Pale Procol Harum                                 | 7        | Fiddler on the Roof Original London Cast          |
| I’m a Believer The Monkees                                          | 8        | Come the Day The Seekers                          |
| I’ll Never Fall in Love Again Tom Jones                             | 9        | Four Tops Live! The Four Tops                     |
| There Must Be a Way Frankie Vaughan                                 | 10       | Green, Green Grass of Home Tom Jones              |

Die längsten Nummer-eins-Singles
Lieder, die die meiste Zeit während eines anderen Jahres auf Platz 1 der Charts verbrachten, werden hier nicht aufgeführt.
1. Engelbert Humperdinck – Release Me (And Let Me Love Again); Procol Harum – A Whiter Shade of Pale (jeweils 6 Wochen)
2. Engelbert Humperdinck – The Last Waltz; The Beatles – Hello, Goodbye (jeweils 5 Wochen)
3. The Monkees – I’m a Believer; Scott McKenzie – San Francisco (Be Sure to Wear Flowers in Your Hair); Bee Gees – Massachusetts (jeweils 4 Wochen)

Die längsten Nummer-eins-Alben
Alben, die die meiste Zeit während eines anderen Jahres auf Platz 1 der Charts verbrachten, werden hier nicht aufgeführt.
1. The Beatles – Sgt. Pepper’s Lonely Hearts Club Band (26 Wochen)
2. (Soundtrack) – The Sound of Music (17 Wochen)
3. The Monkees – The Monkees (7 Wochen)

Alle Nummer-eins-Hits und die Hits des Jahres

### Vereinigte Staaten
Die längsten Nummer-eins-Singles
Lieder, die die meiste Zeit während eines anderen Jahres auf Platz 1 der Charts verbrachten, werden hier nicht aufgeführt.
1. The Monkees – I’m a Believer; Aretha Franklin – Respect (jeweils 7 Wochen)
2. Lulu – To Sir With Love (5 Wochen)
3. Nancy & Frank Sinatra – Somethin’ Stupid; The Young Rascals – Groovin; The Association – Windy; Bobbie Gentry – Ode to Billie Joe; The Box Tops – The Letter; The Monkees – Daydream Believer (jeweils 4 Wochen)

Die längsten Nummer-eins-Alben
Alben, die die meiste Zeit während eines anderen Jahres auf Platz 1 der Charts verbrachten, werden hier nicht aufgeführt.
1. The Monkees – More of The Monkees (18 Wochen)
2. The Beatles – Sgt. Pepper’s Lonely Hearts Club Band (15 Wochen)
3. The Monkees – The Monkees (6 Wochen)

Alle Nummer-eins-Hits und die Hits des Jahres

### Charts in weiteren Ländern
Siehe auch: Nummer-eins-Hits 1967 in  Australien, Belgien, Deutschland, Finnland, Frankreich, Irland, Italien, Neuseeland, den Niederlanden, Norwegen, Österreich, Spanien, den Vereinigten Staaten und im Vereinigten Königreich.

## Musikpreise und Ehrungen

### Musikwettbewerbe
Eurovision Song Contest
1. Sandie Shaw: Puppet on a String
2. Sean Dunphy: If I Could Choose
3. Noëlle Cordier: Il doit faire beau là-bas
4. Vicky Leandros: L’amour est bleu
5. Minouche Barelli: Boum Badaboum

## Gründungen
- Chicago Transit Authority, später Chicago – US-amerikanische Rockband
- Creedence Clearwater Revival (CCR) – US-amerikanische Rockband aus El Cerrito im Contra Costa County, Kalifornien
- Fleetwood Mac – britische Bluesband, später multinationale Rockband
- Genesis  – britische Rockband
- The Hippy Boys – jamaikanische Instrumentalband
- Jethro Tull – britische Rockband
- Orquesta Filarmónica de Bogotá – kolumbianisches Sinfonieorchester
- Pama Records – britisches Plattenlabel
- Procol Harum – britische Rockband
- REO Speedwagon – US-amerikanische Rockband aus Champaign, Illinois
- Roundabout – britische Rockband, aus der 1968 Deep Purple hervorgeht
- Steppenwolf – US-amerikanisch-kanadische Hardrock-Band
- Ten Years After – britische Bluesrock-Band

## Neuveröffentlichungen (Auswahl)

### Lieder und Kompositionen
| Lied                          | Text                                               | Musik                                              | Erstinterpret           | Label                                                             | Veröffentlichung | Genre                                             | Album                                         | Weitere Informationen |
| ----------------------------- | -------------------------------------------------- | -------------------------------------------------- | ----------------------- | ----------------------------------------------------------------- | ---------------- | ------------------------------------------------- | --------------------------------------------- | --- |
| A Whiter Shade of Pale        | Keith Reid                                         | Gary Brooker, Matthew Fisher                       | Procol Harum            | Deram Records                                                     | 12. Mai 1967     | Rock                                              | Procol Harum                                  | |
| Angel of the Morning          | Chip Taylor                                        | Chip Taylor                                        | Evie Sands              | Cameo-Parkway-Records                                             | September 1967   | Pop                                               |                                               | |
| Arnold Layne                  | Syd Barrett                                        | Syd Barrett                                        | Pink Floyd              |                                                                   | 10. März 1967    | Avantgarde-Rock, Psychedelic Rock                 |                                               | |
| Beggin’                       | Peggy Farina, Bob Gaudio                           | Peggy Farina, Bob Gaudio                           | The Four Seasons        | Philips Records                                                   | Februar 1967     | Pop                                               | New Gold Hits                                 | |
| Comme d’habitude              | Claude François, Jacques Revaux und Gilles Thibaut | Claude François, Jacques Revaux und Gilles Thibaut | Hervé Vilard            |                                                                   | 1967             | Chanson                                           |                                               | Die englischsprachige Coverversion My Way wird im Jahr 2000 in die Grammy Hall of Fame aufgenommen.                                     |
| Days of Pearly Spencer        | David McWilliams                                   | David McWilliams                                   | David McWilliams        |                                                                   | 1967             | Pop                                               | David McWilliams Vol. 2                       | |
| Grünes Licht                  | Ralf Arnie, Leo Leandros                           | Ralf Arnie, Leo Leandros                           | Vicky Leandros          | Philips Records                                                   | Juli 1967        | Schlager                                          | A Taste of … Vicky                            | |
| Ha! Ha! Said the Clown        | Tony Hazzard                                       | Tony Hazzard                                       | Manfred Mann            |                                                                   | 1967             | Rock                                              |                                               | |
| Happy Together                | Garry Bonner und Alan Gordon                       | Garry Bonner und Alan Gordon                       | The Turtles             |                                                                   | 1967             | Rock                                              |                                               | |
| If I Were a Carpenter         | Tim Hardin                                         | Tim Hardin                                         | Tim Hardin              | Verve Forecast Records                                            | April 1967       | Folk-Rock                                         | Tim Hardin 2                                  | |
| I’d Rather Go Blind           | Ellington Jordan                                   | Ellington Jordan                                   | Etta James              | Cadet Records                                                     | 1967             | Blues, Soul                                       | Tell Mama                                     | |
| New York Mining Disaster 1941 | Barry Gibb, Robin Gibb                             | Barry Gibb, Robin Gibb                             | Bee Gees                | Polydor (Europa) Atco (USA, Mexiko) Spin (Australien, Neuseeland) | 14. April 1967   | Beat, Baroque Pop, Folk Rock                      | Bee Gees’ 1st                                 | |
| Rocky Top                     | Felice und Boudleaux Bryant                        | Felice und Boudleaux Bryant                        | Osborne Brothers        | Decca Records                                                     | 1967             | Country, Bluegrass                                | Yesterday, Today, and the Osborne Brothers    | |
| Sweet Soul Music              | Arthur Conley, Sam Cooke, Otis Redding             | Arthur Conley, Sam Cooke, Otis Redding             | Arthur Conley           |                                                                   | Januar 1967      | Soul                                              | Sweet Soul Music                              | |
| The Eyes of Love              | Bob Russell                                        | Quincy Jones                                       | Gil Bernal              |                                                                   | 1967             | Filmsong                                          |                                               | Der Song ist auch unter dem Titel Carol’s Theme bekannt und wurde für das Filmdrama 25 000 Dollar für einen Mann (Banning) geschrieben. |
| The Lady Came from Baltimore  | Tim Hardin                                         | Tim Hardin                                         | Tim Hardin              | Verve Forecast Records                                            | April 1967       | Folk-Rock                                         | Tim Hardin 2                                  | |
| The Look of Love              | Burt Bacharach, Hal David                          | Burt Bacharach, Hal David                          | Dusty Springfield       | Colgems                                                           | April 1967       | Bossa Nova, Pop                                   | Casino Royale Soundtrack                      | |
| The Wind Cries Mary           | Jimi Hendrix                                       | Jimi Hendrix                                       | Jimi Hendrix Experience |                                                                   | 5. Mai 1967      | Psychedelic Rock                                  |                                               | |
| You Only Live Twice           | Leslie Bricusse, John Barry                        | Leslie Bricusse, John Barry                        | Nancy Sinatra           | Reprise Records                                                   | 1967             | Psychedelic-Pop, Orchestral-Pop, Progressive Rock | You Only Live Twice (O.S.T.), Nancy in London | |

### Alben
| Album                                     | Interpret                   | Label                            | Veröffentlichung   | Genre                                       | Weitere Informationen                      |
| ----------------------------------------- | --------------------------- | -------------------------------- | ------------------ | ------------------------------------------- | ------------------------------------------ |
| Absolutely Free                           | The Mothers of Invention    | Verve                            | 26. Juni 1967      | Progressive Rock                            |                                            |
| After Bathing at Baxter’s                 | Jefferson Airplane          | RCA Victor                       | 30. November 1967  | Psychedelic Rock                            | 12 Titel zu 5 Suiten zusammengefasst       |
| Are You Experienced                       | The Jimi Hendrix Experience | Track Record (UK), Reprise (US)  | 12. Mai 1967       | Psychedelic Rock, Bluesrock                 | Debütalbum; Mono                           |
| Bee Gees’ 1st                             | Bee Gees                    | Polydor                          | 24. Juli 1967      | Pop                                         |                                            |
| Between the Buttons                       | The Rolling Stones          | Decca (UK), London (US)          | 20. Januar 1967    | Pop, Psychedelic Rock, Rock                 |                                            |
| David Bowie                               | David Bowie                 | Deram                            | 1. Juni 1967       | Pop, Folk Rock, Music Hall                  | Debütalbum                                 |
| Days of Future Passed                     | The Moody Blues             | Deram                            | 10. November 1967  | Progressive Rock, Artrock, Psychedelic Rock |                                            |
| Disraeli Gears                            | Cream                       | Reaction, Polydor, Atco Records  | 2. November 1967   | Bluesrock                                   |                                            |
| Electric Bath                             | Don Ellis                   | Columbia                         | 1967               | Jazz                                        |                                            |
| Expression                                | John Coltrane               | Impulse!                         | 23. September 1967 | Free Jazz                                   |                                            |
| Free Action                               | Wolfgang Dauner             | SABA/MPS                         | 1967               | Free Jazz                                   |                                            |
| Happenings                                | Bobby Hutcherson            | Blue Note                        | 1967               | Jazz                                        |                                            |
| Magical Mystery Tour                      | The Beatles                 | Parlophone (UK), Capitol (US)    | 27. November 1967  | Pop, Psychedelic Rock, Artrock              | Doppel-EP (UK: 6 Titel), LP (US: 11 Titel) |
| Matthew & Son                             | Cat Stevens                 | Deram (UK), Deram (US)           | 10. März 1967      | Folk-Rock, Pop                              | Debütalbum                                 |
| Miles Smiles                              | Miles Davis                 | Columbia                         | 1967               | Jazz                                        |                                            |
| Noon in Tunisia                           | George Gruntz               | SABA/MPS                         | 1967               | Ethno-Jazz                                  |                                            |
| Now Please Don’t You Cry, Beautiful Edith | Roland Kirk                 | Verve                            | 1967               | Jazz                                        |                                            |
| Procol Harum                              | Procol Harum                | Regal Zonophone (UK), Deram (US) | 26. September 1967 | Psychedelic Rock                            | Debütalbum; Mono                           |
| Sgt. Pepper’s Lonely Hearts Club Band     | The Beatles                 | Parlophone (UK), Capitol (US)    | 26. Mai 1967       | Pop, Psychedelic Rock, Artrock              | Klappcover                                 |
| Songs of Leonard Cohen                    | Leonard Cohen               | Columbia                         | 27. Dezember 1967  | Folk                                        | Debütalbum                                 |
| Straight, No Chaser                       | Thelonious Monk             | Columbia                         | 1967               | Jazz                                        |                                            |
| Strange Days                              | The Doors                   | Elektra                          | 25. September 1967 | Psychedelic Rock                            |                                            |
| Surrealistic Pillow                       | Jefferson Airplane          | RCA                              | 1. Februar 1967    | Psychedelic Rock                            |                                            |
| The Doors                                 | The Doors                   | Elektra                          | 4. Januar 1967     | Psychedelic Rock                            | Debütalbum                                 |
| The Grateful Dead                         | Grateful Dead               | Warner Bros. Records             | 17. März 1967      | Folk Rock, Psychedelic Rock                 | Debütalbum                                 |
| The Piper at the Gates of Dawn            | Pink Floyd                  | Columbia (Europa), Capitol (USA) | 5. August 1967     | Psychedelic Rock                            | Debütalbum                                 |
| The Real McCoy                            | McCoy Tyner                 | Blue Note                        | 1967               | Jazz                                        |                                            |
| The Voice of Scott McKenzie               | Scott McKenzie              | Ode Records                      | 1967               | Pop-Rock, Psychedelic Rock                  | Debütalbum                                 |
| The Who Sell Out                          | The Who                     | Track Record                     | 16. Dezember 1967  | Rock                                        |                                            |
| Their Satanic Majesties Request           | The Rolling Stones          | Decca (UK), London (US)          | 9. Dezember 1967   | Psychedelic Rock, Pop, Rock                 | 3D-Cover                                   |
| Three for Shepp                           | Marion Brown                | Impulse!                         | 1967               | Creative Jazz                               |                                            |
| Winds of Change                           | Eric Burdon and the Animals | MGM                              | August 1967        | Rock, Psychedelic Rock                      | Debütalbum                                 |

## Geboren

### Januar
- 01. Januar: LTJ Bukem, britischer DJ, Musiker und Musikproduzent
- 01. Januar: Tim Dog, US-amerikanischer Rapper († 2013)
- 05. Januar: Fredrik Nordström, schwedischer Musiker und Musikproduzent
- 06. Januar: Emil de Waal, dänischer Jazz- und Fusionmusiker
- 08. Januar: R. Kelly, US-amerikanischer R&B-Soul-Sänger
- 09. Januar: Steve Harwell, US-amerikanischer Singer-Songwriter und Musiker († 2023)
- 09. Januar: Dave Matthews, US-amerikanischer Singer-Songwriter und Gitarrist
- 09. Januar: Rick Rozz, US-amerikanischer Gitarrist
- 10. Januar: Zoran Džorlev, nordmazedonischer Violinist († 2021)

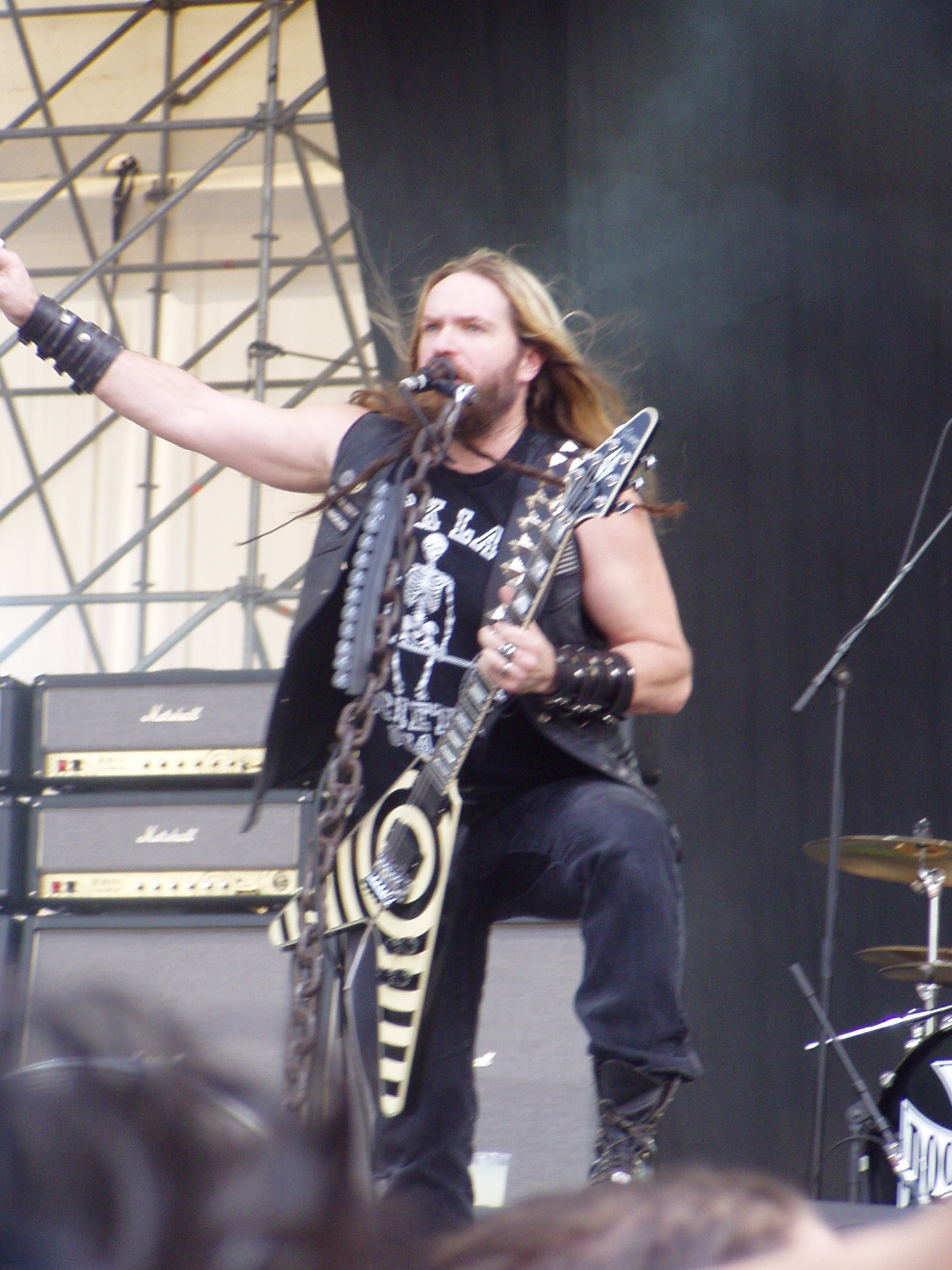
Zakk Wylde; * 14. Januar

- 14. Januar: Zakk Wylde, US-amerikanischer Sänger, Gitarrist und Pianist
- 16. Januar: Matt Otto, US-amerikanischer Jazzmusiker (Tenorsaxophon, Komposition) und Hochschullehrer

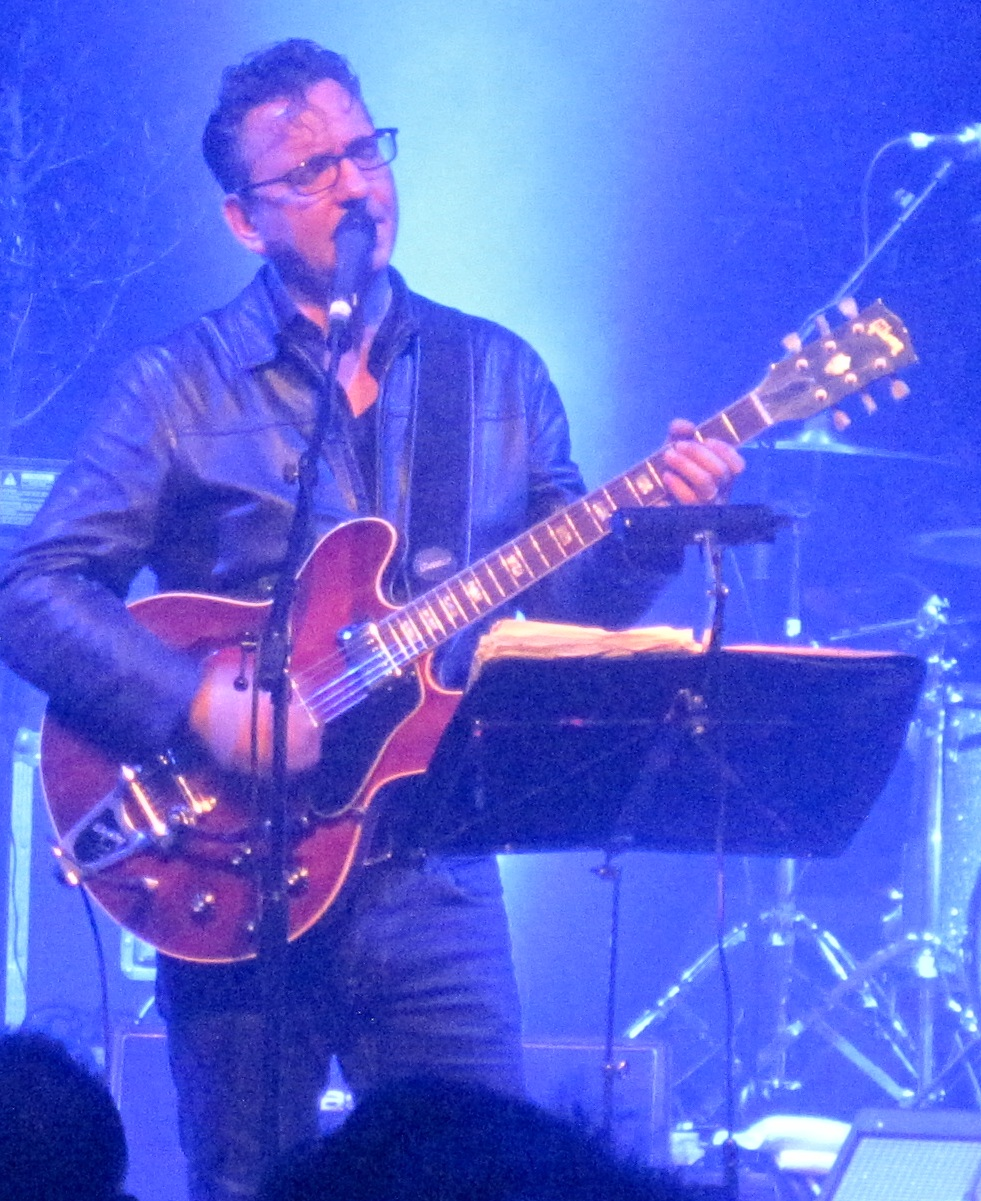
Richard Hawley; * 17. Januar

- 17. Januar: Richard Hawley, britischer Sänger, Musiker und Songwriter
- 17. Januar: Claus Waidtløw, dänischer Jazzmusiker
- 18. Januar: Peter Epstein, US-amerikanischer Jazz-Saxophonist und Hochschullehrer
- 19. Januar: A*S*Y*S, deutscher DJ und Musikproduzent
- 19. Januar: Adrian Borza, rumänischer Komponist und Musikpädagoge
- 20. Januar: Peter Müller, deutscher Rockmusiker
- 22. Januar: Jenny Jürgens, deutsche Schauspielerin und Sängerin österreichischer Herkunft
- 24. Januar: The Mad Stuntman, MC und Rapper

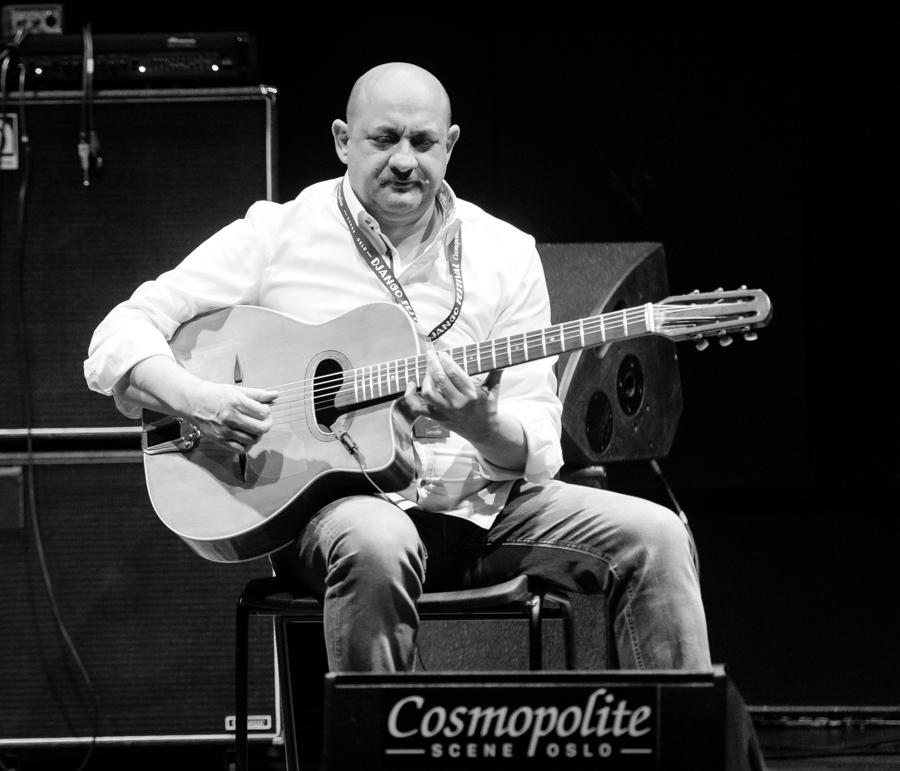
Wawau Adler; * 25. Januar

- 25. Januar: Wawau Adler, Jazzmusiker
- 25. Januar: D. D. Jackson, kanadischer Jazz-Pianist, Keyboarder, Komponist und Bandleader des Avantgarde Jazz
- 25. Januar: Voltaire, kubanoamerikanischer Musiker
- 25. Januar: Stephan Winkler, deutscher Komponist und Dirigent
- 27. Januar: Susan Aglukark, kanadische Singer-Songwriterin
- 27. Januar: Kuersche, deutscher Singer-Songwriter und Produzent
- 28. Januar: Rudy Trouvé, belgischer Musiker
- 29. Januar: Phil Bancroft, englischer Jazzsaxophonist
- 29. Januar: Tom Bancroft, englischer Jazzschlagzeuger
- 29. Januar: Marc Cary, US-amerikanischer Jazzmusiker
- 29. Januar: Brad Turner, kanadischer Jazzmusiker
- 31. Januar: Chad Channing, US-amerikanischer Schlagzeuger
- 31. Januar: Eva Maria Leonardy, deutsche Musikerin und Autorin
- 31. Januar: Fat Mike, US-amerikanischer Musiker und Produzent
- 31. Januar: Shauna Rolston, kanadische Cellistin

### Februar
- 01. Februar: C. J. Lewis, britischer Reggae-Sänger, DJ und Songwriter
- 01. Februar: M. W. Wild, deutscher Sänger und Musikproduzent
- 02. Februar: Matthias Hutter, deutscher Musikschulleiter und Komponist
- 06. Februar: Zard, japanische Popmusikerin († 2007)
- 09. Februar: Edson Cordeiro, brasilianischer Sänger
- 10. Februar: Martin Lukesch, österreichischer Sounddesigner, Tonmeister und Medientechniker
- 10. Februar: Nikolaj Steen, dänischer Musiker, Schauspieler und Regisseur
- 12. Februar: Hugo Candelario, kolumbianischer Musiker (Saxophon, Marimba, Komposition)
- 12. Februar: Ulrike Hausmann, deutsche Blues- und Boogie-Woogie-Pianistin und -Komponistin
- 18. Februar: Pole, deutscher Dub-Techno-Musiker, Musikproduzent, Mastering Engineer und Labelbetreiber

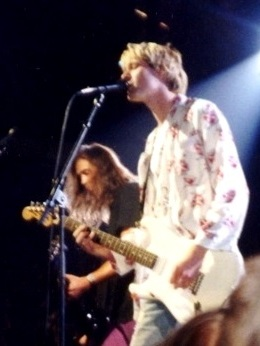
Kurt Cobain; * 20. Februar

- 20. Februar: Kurt Cobain, US-amerikanischer Rockmusiker (Nirvana) († 1994)
- 21. Februar: Michael Sanderling, deutscher Dirigent und Cellist
- 22. Februar: Markus Maskuniitty, finnischer Hornist und Hochschullehrer
- 22. Februar: Alf Poier, österreichischer Kabarettist, Maler und Liedermacher
- 23. Februar: Chris Vrenna, US-amerikanischer Musikproduzent, Schlagzeuger und Toningenieur
- 27. Februar: Volkan Konak, türkischer Sänger († 2025)
- 28. Februar: Frank Bernaerts, belgischer Komponist und Musiker

### März
- 02. März: Antonio Latella, italienischer Regisseur und Autor
- 03. März: Amélie Sandmann, deutsche Sängerin, Schauspielerin und Synchronsprecherin
- 06. März: Manuela Sieber, deutsche Sängerin, Musikerin und Schauspielerin
- 07. März: Gary Marlowe, deutscher Musiker, Komponist und Produzent
- 08. März: John Michael Kelly, irischer Sänger, Musiker und Komponist
- 09. März: Christian Schulz, österreichischer Cellist bei den Wiener Symphonikern und Dirigent
- 11. März: Jean-Guihen Queyras, französischer Cellist
- 16. März: Dan Dediu, rumänischer Komponist
- 16. März: Bettina Soriat, österreichische Sängerin, Tänzerin, Comedian und Choreographin
- 16. März: Angela Wiedl, deutsche volkstümliche Schlagersängerin

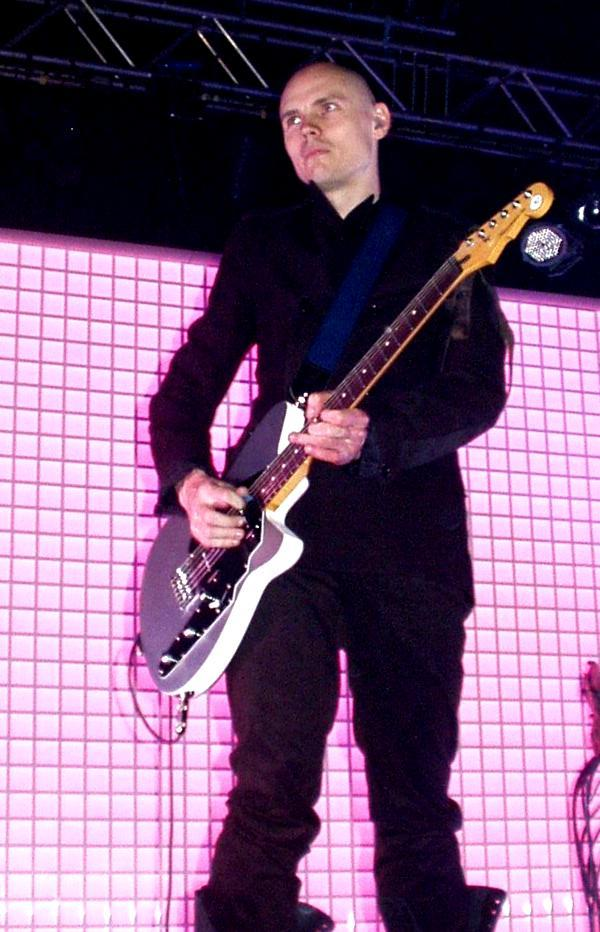
Billy Corgan; * 17. März

- 17. März: Billy Corgan, US-amerikanischen Gitarrist und Sänger
- 19. März: Barbara Tucker, afroamerikanische House-Interpretin aus New York
- 21. März: Jonas Berggren, schwedischer Popsänger, Keyboarder, Gitarrist, Songwriter und Musikproduzent
- 23. März: Poe, US-amerikanische Sängerin und Singer-Songwriterin

Vicente Amigo; * 25. März

- 25. März: Vicente Amigo, spanischer Flamenco-Gitarrist und -Komponist
- 25. März: Tom Van Dyck, belgischer Jazzsaxophonist
- 26. März: Alexandra Gonin, französische Schauspielerin, Sängerin, Tänzerin und Choreografin
- 26. März: Andrew Mast, US-amerikanischer Musikpädagoge und Dirigent
- 27. März: Elisabeth Kobel, österreichische Balletttänzerin, Choreographin und Tanzpädagogin
- 27. März: Bernhard König, deutscher Komponist, Hörspielmacher und Konzertpädagoge
- 28. März: Giacomo Aula, italienischer Jazzpianist
- 29. März: John Popper, US-amerikanischer Bluesmusiker
- 31. März: Jacob Christoffersen, dänischer Jazzmusiker
- 31. März: Andreas Keller, deutscher Schlagzeuger

### April
- 03. April: Ilya Itin, russischer Pianist und Musikpädagoge
- 04. April: Jeff Parker, US-amerikanischer Gitarrist
- 06. April: Phil Wilde, belgischer Eurodanceproduzent und DJ

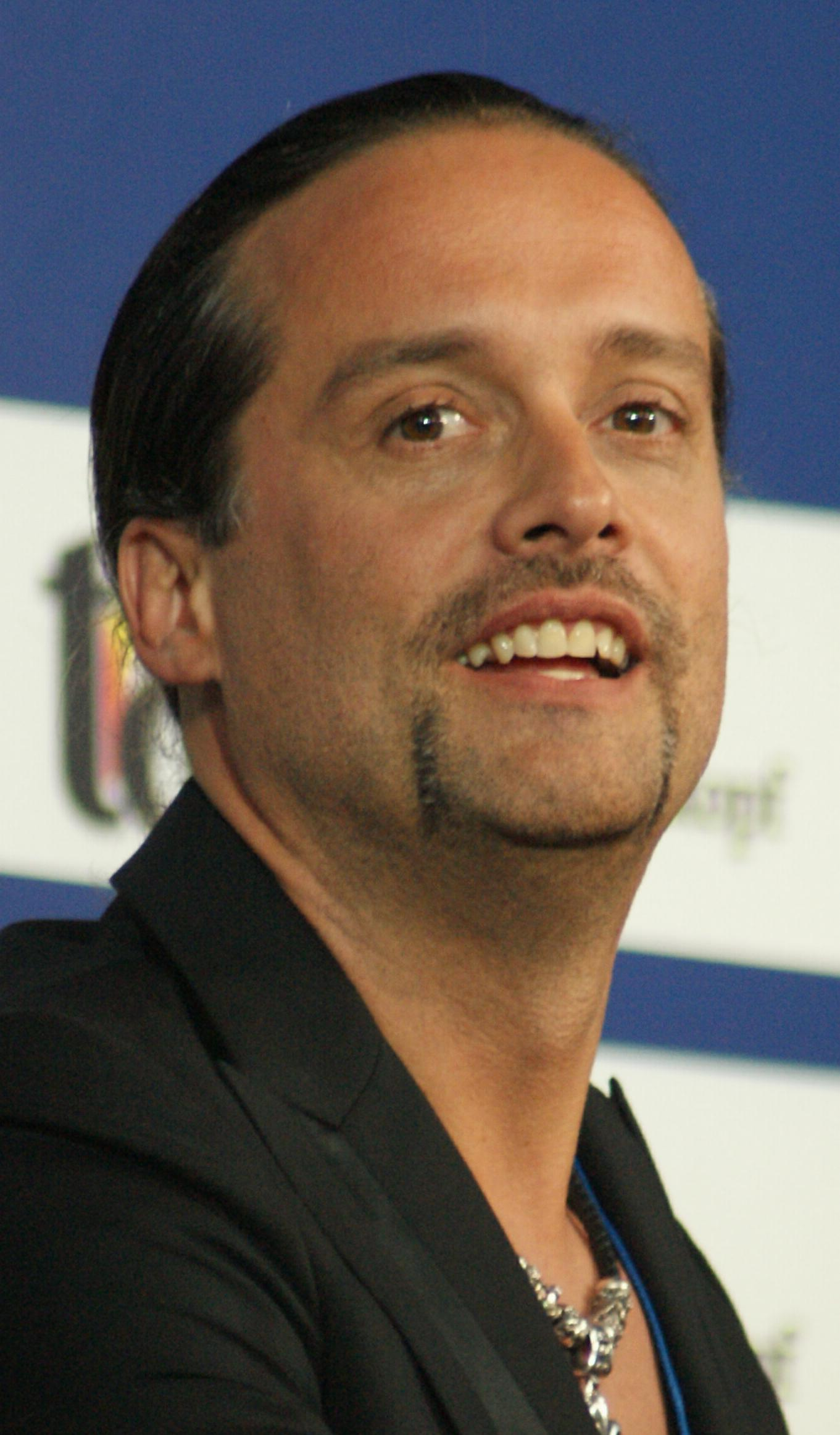
Alex Christensen; * 7. April

- 07. April: Alex Christensen, deutscher Komponist, Musikproduzent und DJ
- 07. April: Lutz Eikelmann, deutscher Jazzmusiker
- 07. April: Artemis Gounaki, griechische Sängerin, Texterin, Komponistin und Produzentin
- 10. April: David Rovics, US-amerikanischer Singer-Songwriter und Aktivist
- 11. April: Jochen Sachse, deutscher Musikproduzent, Songwriter und Gitarrist
- 12. April: Mellow Man Ace, amerikanisch-kubanischer Rapper
- 12. April: Zoni, deutscher Sänger
- 13. April: Olga Tañón, puerto-ricanische Sängerin
- 14. April: Steve Davis, US-amerikanischer Jazz-Posaunist des Hardbop
- 16. April: Junko Ōnishi, japanische Jazzpianistin
- 17. April: Michael Ammann, deutscher Komponist, Improvisateur, Performer und Phonetiker
- 17. April: Matt Chamberlain, US-amerikanischer Schlagzeuger und Perkussionist
- 17. April: Muhamed Fazlagić, bosnischer Popsänger

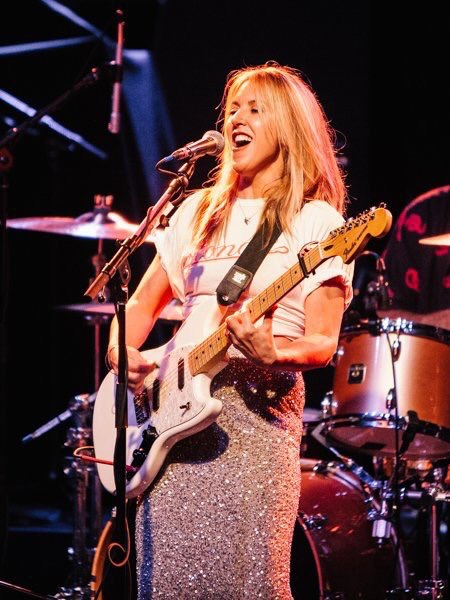
Liz Phair; * 17. April

- 17. April: Liz Phair, US-amerikanische Rocksängerin
- 18. April: Todd Terry, New Yorker DJ, Produzent und Remixer im Bereich Dance und House
- 19. April: Christian Maurer, österreichischer Jazz- und Klassik-Saxophonist
- 19. April: Troels Svane, dänischer Cellist
- 19. April: Dar Williams, US-amerikanische Singer-Songwriterin und Gitarristin
- 20. April: Mike Portnoy, US-amerikanischer Schlagzeuger
- 21. April: Siegfried Gerlich, deutscher Pianist und Publizist
- 22. April: Brian J. Nelson, US-amerikanischer Komponist
- 24. April: Shannon Larkin, US-amerikanischer Schlagzeuger
- 25. April: Ole Sander, deutscher Musikproduzent und Songwriter
- 26. April: Bratt Sinclaire, italienischer Komponist und Musikproduzent
- 26. April: Monte Warden, US-amerikanischer Country-Musiker
- 27. April: Tommy Smith, britischer Jazz-Tenorsaxophonist, Komponist, Bandleader und Lehrer
- 27. April: Maciej Staniecki, polnischer Fusionmusiker und Musikproduzent
- 29. April: Master P, US-amerikanischer Produzent und Rapper
- 30. April: Jojo Brandt, deutscher Musiker und Songwriter
- 30. April: Filipp Bedrossowitsch Kirkorow, russischer Sänger, Komponist und Musikproduzent
- 30. April: Turbo B, US-amerikanischer Rapper

### Mai
- 01. Mai: Claus Koch, deutscher Jazzmusiker (Tenorsaxophon, Komposition)
- 01. Mai: Tim McGraw, US-amerikanischer Country-Sänger und Schauspieler
- 04. Mai: Bion Tsang, US-amerikanischer Cellist
- 06. Mai: Philippa Bulgin, dänische Sängerin († 1994)
- 06. Mai: MC Serch, US-amerikanischer Rapper und Musikproduzent
- 06. Mai: Matthias Schulz, deutscher Musiker, Komponist und Produzent
- 09. Mai: Dave Fabris, US-amerikanischer Jazzmusiker (Gitarre, Komposition)
- 10. Mai: Young MC, britischer Rapper (Pop-Rap und Westcoast-Hip-Hop)
- 11. Mai: Apache Indian, britischer Rapper, Sänger und Songwriter
- 12. Mai: Paul d’Amour, US-amerikanischer Bassist
- 13. Mai: Wim Dobbrisch, deutscher Musiker, Dudelsackspieler, Komponist, Produzent und Instrumentenbauer
- 13. Mai: Chuck Schuldiner, Gitarrist und Sänger der Death-Metal-Band Death († 2001)

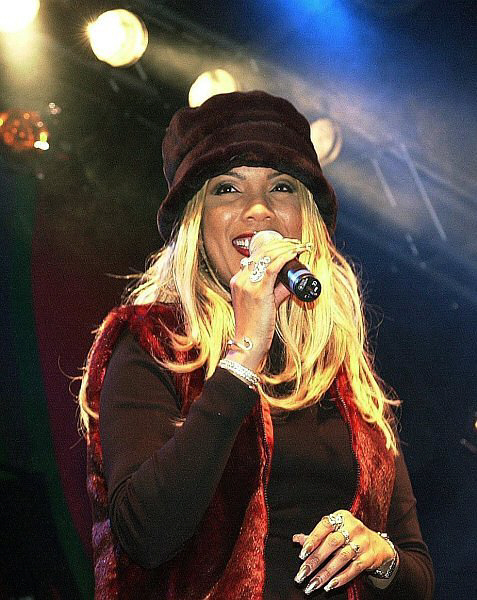
Melanie Thornton; * 13. Mai

- 13. Mai: Melanie Thornton, US-amerikanische Pop-, R&B- und Dance-Sängerin († 2001)
- 14. Mai: Steve Davislim, australischer Opernsänger († 2024)
- 14. Mai: Tillmann Uhrmacher, deutscher DJ, Musikproduzent und Radiomoderator († 2011)
- 15. Mai: Andrea Jürgens, deutsche Schlagersängerin († 2017)
- 17. Mai: Frank Gerhardt, deutscher Komponist

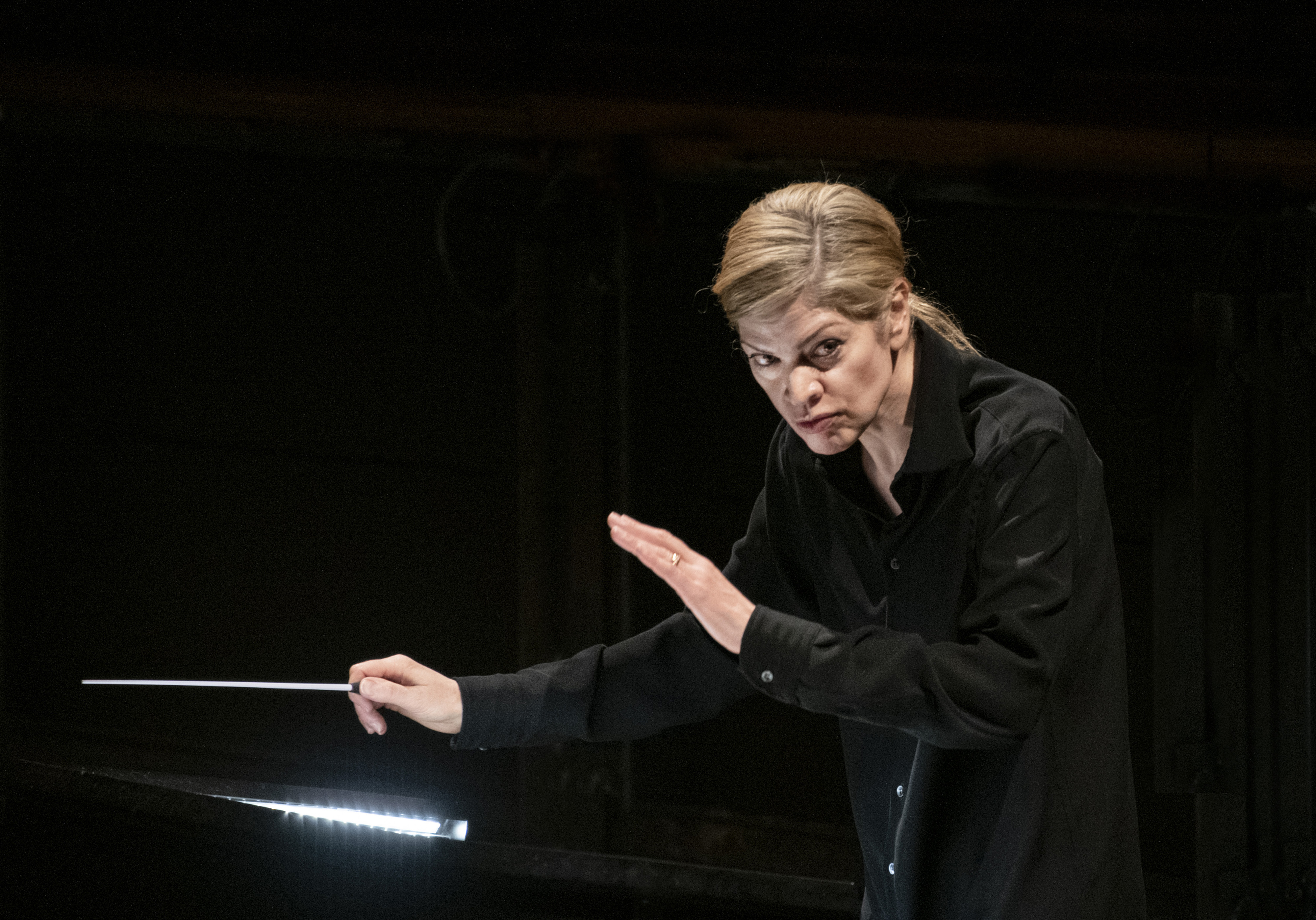
Keri-Lynn Wilson; * 17. Mai

- 17. Mai: Keri-Lynn Wilson, kanadische Dirigentin
- 18. Mai: Martin Duffy, britischer Musiker († 2022)
- 18. Mai: Matthias Haß, deutscher Komponist und Musikproduzent
- 18. Mai: Bernhard Schneider, deutscher Konzert- und Opernsänger (Tenor)
- 19. Mai: Alexia, italienische Eurodance-Sängerin
- 22. Mai: MC Eiht, US-amerikanischer Rapper
- 22. Mai: John Vanderslice, US-amerikanischer Sänger und Songwriter
- 23. Mai: Héctor Acosta, dominikanischer Sänger und Komponist
- 23. Mai: Charlie Hunter, US-amerikanischer Jazz-, Rock- und Fusion-Gitarrist
- 23. Mai: Wotan Wilke Möhring, deutscher Schauspieler und Musiker
- 25. Mai: Julia Wegner, deutsche Pop- und Schlagersängerin
- 26. Mai: Kevin Moore, US-amerikanischer Keyboarder und Komponist
- 26. Mai: Kristen Pfaff, US-amerikanische Musikerin († 1994)
- 27. Mai: Kinuko Ōmori, japanische Synchronsprecherin und Sängerin
- 27. Mai: Gerardina Trovato, italienische Singer-Songwriterin und Sängerin
- 28. Mai: Omar Pedrini, italienischer Musiker
- 28. Mai: Johann Plietzsch, deutscher Instrumentalpädagoge, Dirigent, Musikhistoriker und Barocktrompeter

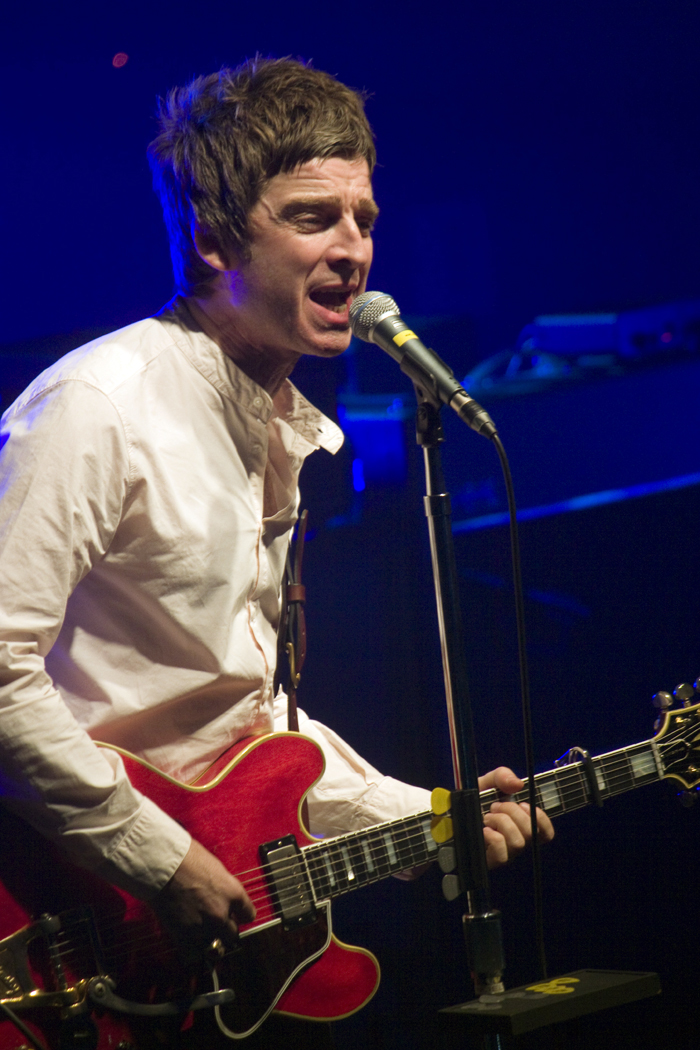
Noel Gallagher; * 29. Mai

- 29. Mai: Noel Gallagher, britischer Rockmusiker (Oasis)
- 29. Mai: Mark Nightingale, britischer Posaunist des Modern Jazz
- 30. Mai: Thomas Beimel, deutscher Komponist, Musikwissenschaftler und Bratschist († 2016)
- 31. Mai: Diesel, australischer Rockmusiker und Gitarrist
- 31. Mai: Eric Revis, US-amerikanischer Jazzbassist

### Juni
- 01. Juni: Alexander Spemann, deutscher Sänger, Musiker und Puppenspieler
- 05. Juni: Géraldine Olivier, Schweizer Sängerin von volkstümlichen Schlagern
- 05. Juni: Petit Pays, kamerunischer Sänger

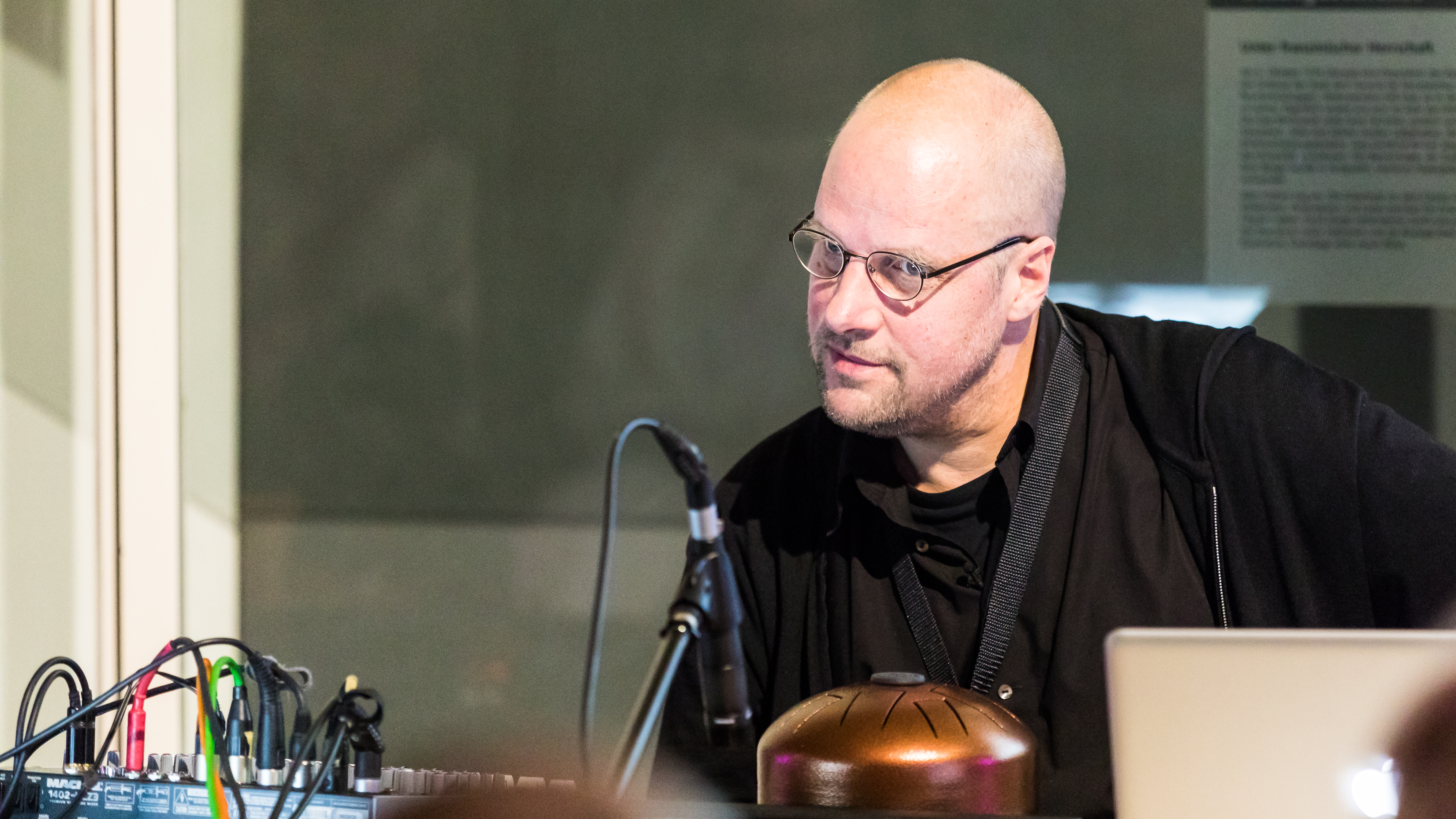
Simon Stockhausen; * 5. Juni

- 05. Juni: Simon Stockhausen, deutscher Komponist
- 06. Juni: Tristan Gemmill, britischer Schauspieler und Musicaldarsteller

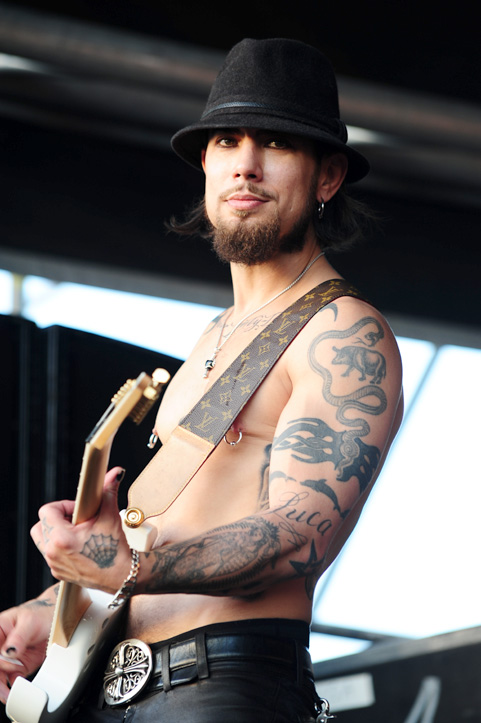
Dave Navarro; * 7. Juni

- 07. Juni: Dave Navarro, US-amerikanischer Gitarrist
- 10. Juni: Charnett Moffett, US-amerikanischer Jazzbassist († 2022)
- 11. Juni: Alex Sipiagin, russischer Jazztrompeter
- 13. Juni: Scott Kelly, US-amerikanischer Metal-Sänger und Gitarrist
- 18. Juni: Glen Benton, US-amerikanischer Bassist und Sänger
- 19. Juni: Andrew Tosh, jamaikanischer Reggaemusiker
- 20. Juni: Christian Schmitt-Engelstadt, deutscher Organist
- 20. Juni: Dan Tyminski, US-amerikanischer Bluegrass-Musiker
- 22. Juni: Stephan Maass, deutscher Percussionist, Produzent und Universitätslehrer
- 24. Juni: Markus Acher, deutscher Sänger, Gitarrist und Komponist
- 24. Juni: Dorian Keilhack, deutsch-britischer Pianist und Dirigent
- 24. Juni: Richard Kruspe, deutscher Musiker (Rammstein)
- 25. Juni: Stephanie Wagner, deutsche Flötistin, Jazzmusikerin
- 27. Juni: Alex Vesper, deutscher Schlagzeuger
- 29. Juni: Christoph Walter, Schweizer Militärmusiker, Komponist und Dirigent

### Juli
- 01. Juli: Peter Plate, deutscher Sänger, Produzent und Komponist (Rosenstolz)
- 02. Juli: J. D. Walter, US-amerikanischer Jazz-Sänger
- 06. Juli: Heather Nova, bermudische Musikerin, Sängerin und Dichterin
- 08. Juli: Tommy Vetterli, Schweizer Gitarrist und Musikproduzent
- 09. Juli: Tó Cruz, portugiesischer Pop- und R&B-Sänger
- 10. Juli: Rebekah Del Rio, US-amerikanische Sängerin, Songwriterin und Schauspielerin († 2025)
- 10. Juli: Anne Herdorf, dänische Schlagersängerin und Schauspielerin
- 12. Juli: Lukáš Hurník, tschechischer Komponist
- 12. Juli: John Petrucci, Progressive-Metal-Gitarrist
- 12. Juli: Markus Willinger, deutscher Domorganist, Diözesanmusikdirektor und Professor für Orgelspiel
- 13. Juli: Benny Benassi, italienischer Sänger und Discjockey
- 17. Juli: Nathalie Kollo, deutsch-dänische Singer-Songwriterin, Moderatorin und Kinderbuchautorin
- 20. Juli: Indra, schwedische Sängerin, Moderatorin und Schauspielerin
- 23. Juli: Titiyo, schwedische Sängerin
- 24. Juli: Jochen Distelmeyer, deutscher Musiker und Schriftsteller
- 25. Juli: Günther, schwedischer Eurodance-Sänger
- 30. Juli: James Murphy, US-amerikanischer Gitarrist
- 31. Juli: Nina Bouraoui, französische Schriftstellerin und Liedtexterin
- 31. Juli: Grzegorz Turnau, polnischer Liedermacher

### August
- 03. August: Skin, britische Singer-Songwriterin (Skunk Anansie)
- 05. August: Jane Bogaert, Schweizer Sängerin, Tänzerin, Komponistin und Model
- 05. August: Wladyslaw Horaj, ukrainischer Operntenor († 2025)
- 05. August: Thomas Lang, österreichischer Schlagzeuger
- 07. August: Lucas Cordalis, deutscher Sänger, Komponist und Musikproduzent
- 11. August: Enrique Bunbury, spanischer Komponist und Sänger
- 11. August: Jorge González, kubanisch-deutscher Choreograph und Model
- 11. August: Petter Wettre, norwegischer Jazz-Saxophonist, Bandleader und Komponist
- 16. August: Jason Everman, US-amerikanischer Gitarrist und Bassist
- 18. August: Dan Peters, US-amerikanischer Schlagzeuger
- 18. August: Michael Soltau, deutscher Filmkomponist und Musikproduzent
- 21. August: Serj Tankian, armenisch-amerikanischer Sänger und Komponist
- 22. August: Layne Staley, US-amerikanischer Rockmusiker († 2002)
- 23. August: Andrius Mamontovas, litauischer Songwriter, Musiker und Schauspieler
- 23. August: Cedella Marley, jamaikanische Reggae-Musikerin
- 24. August: Luisito Quintero, venezolanischer Perkussionist
- 25. August: Jeff Tweedy, US-amerikanischer Songwriter und Bandleader
- 29. August: Tosca, italienische Popsängerin und Theaterschauspielerin

### September
- 03. September: Peter Bernstein, US-amerikanischer Gitarrist des Modern Jazz
- 04. September: Susanne Vogel, deutsche Bassistin
- 05. September: Romanthony, US-amerikanischer Sänger, DJ und Musikproduzent († 2013)
- 06. September: Macy Gray, US-amerikanische R&B-Sängerin
- 06. September: Claire Martin, britische Jazzsängerin
- 08. September: Jekaterina Derschawina, russische Pianistin und Klavierpädagogin
- 08. September: Lidija Kawina, russische Musikerin und Theremin-Virtuosin
- 09. September: Marcela Ríos, argentinische Sängerin
- 11. September: Harry Connick junior, US-amerikanischer Sänger, Pianist und Schauspieler
- 13. September: Ken Norris, US-amerikanischer Jazzmusiker (Gesang)
- 13. September: Stephen Perkins, US-amerikanischer Schlagzeuger, Perkussionist und Songwriter
- 15. September: Amy Keys, US-amerikanische Sängerin
- 17. September: Jay Rodriguez, US-amerikanischer Musiker (Tenorsaxophon, Flöte, auch Komposition) des Modern Jazz
- 17. September: Koen Wauters, belgischer Fernsehmoderator, Schauspieler, Rallye-Raid-Rennfahrer und Frontmann von Clouseau
- 18. September: Kristian Jørgensen, dänischer Jazzgeiger († 2025)
- 21. September: Faith Hill, US-amerikanische Country- und Pop-Sängerin
- 21. September: Duncan Hopkins, britisch-kanadischer Jazzmusiker
- 25. September: Joost Lijbaart, niederländischer Jazzschlagzeuger
- 25. September: Stefan Werni, deutscher Kontrabassist und Komponist († 2024)
- 26. September: Shannon Hoon, US-amerikanischer Rockmusiker († 1995)
- 26. September: Steffen Schorn, deutscher Jazzmusiker
- 28. September: Wolfgang Dalheimer, deutscher Keyboarder, Pianist und Komponist
- 28. September: Moon Zappa, US-amerikanische Schauspielerin und Musikerin
- 29. September: Brett Anderson, englischer Sänger und Songwriter

### Oktober
- 02. Oktober: Gillian Welch, US-amerikanische Songwriterin (Alternative Country)
- 03. Oktober: Carsten Dahl, dänischer Jazzpianist
- 07. Oktober: Toni Braxton, US-amerikanische Soul- und R&B-Sängerin
- 07. Oktober: Ellen ten Damme, niederländische Schauspielerin, Musikerin und Sängerin
- 07. Oktober: Pietro De Maria, italienischer Pianist
- 07. Oktober: Neffa, italienischer Musiker
- 07. Oktober: Adam Taubitz, deutscher Violinist, Trompeter, Gitarrist und Komponist
- 07. Oktober: Mika Väyrynen, finnischer Akkordeon-Virtuose
- 08. Oktober: Teddy Riley, US-amerikanischer Singer-Songwriter und Musikproduzent
- 08. Oktober: Stefan Trenner, deutscher Kirchenmusiker und Komponist († 2024)
- 12. Oktober: Tonton David, französischer Musiker und Reggae-Künstler († 2021)
- 14. Oktober: Vincent Warnier, französischer Organist
- 15. Oktober: Kelly Friesen, kanadischer Jazzmusiker (Bass)
- 15. Oktober: Girma Yifrashewa, äthiopischer Pianist und Komponist
- 17. Oktober: René Dif, dänischer Singer-Songwriter, Rapper, DJ und Schauspieler
- 21. Oktober: Tarus Mateen, US-amerikanischer Jazz-Bassist
- 22. Oktober: Rita Guerra, portugiesische Pop- und Rock-Sängerin
- 26. Oktober: Keith Urban AO, neuseeländisch-australischer Sänger, Songwriter und Gitarrist
- 27. Oktober: Mart Siimer, estnischer Komponist
- 27. Oktober: Scott Weiland, US-amerikanischer Rockmusiker († 2015)
- 29. Oktober: Paris, US-amerikanischer Polit-Rapper
- 30. Oktober: Leonidas Kavakos, griechischer Violinist und Dirigent
- 31. Oktober: Vanilla Ice, US-amerikanischer Rapper

### November
- 01. November: Tina Arena, australische Sängerin und Songschreiberin
- 03. November: Steven Wilson, britischer Musiker
- 05. November: Kayah, polnische Sängerin
- 07. November: David Guetta, französischer DJ und Musikproduzent
- 07. November: Olaf Schubert, deutscher Humorist, Komiker, Kabarettist, Musiker und Moderator
- 07. November: Sharleen Spiteri, schottische Musikerin (Texas)
- 09. November: Daphne Guinness, britische Erbin, Modemuse, Designerin, Sängerin und Produzentin
- 10. November: Andreas Scholl, deutscher Opernsänger (Countertenor)
- 12. November: Ann Lee, britische Sängerin
- 14. November: Manuela Nägele, deutsche Kirchenmusikerin, Chorleiterin und Komponistin
- 15. November: E-40, US-amerikanischer Rapper
- 17. November: Michael Andrews, US-amerikanischer Musiker und Filmmusikkomponist
- 17. November: Andreas Rieke, deutscher Hip-Hop-Musiker (Die Fantastischen Vier)
- 19. November: Éric Lebrun, französischer Organist und Komponist
- 19. November: Dhafer Youssef, tunesischer Jazzmusiker
- 20. November: Teoman, türkischer Rockmusiker
- 24. November: Ross Taggart, kanadischer Jazzpianist und Saxophonist († 2013)
- 27. November: Karina Møller, grönländische Sängerin
- 29. November: Michael Arnold, deutscher Jazzmusiker (Saxophon)

### Dezember
- 01. Dezember: Rupert Huber, österreichischer Komponist und Pianist
- 04. Dezember: Adamski, britischer Dance-Musiker und Produzent
- 04. Dezember: Eric Roche, irischer Fingerstyle-Gitarrist († 2005)
- 05. Dezember: Gary Allan, US-amerikanischer Country-Sänger
- 05. Dezember: Knez, montenegrinischer Sänger
- 06. Dezember: Alberto Tacchini, italienischer Jazzmusiker (Piano, Komposition)
- 11. Dezember: Michael Beck, deutscher Hip-Hop-Musiker (Die Fantastischen Vier)
- 11. Dezember: Yella, US-amerikanischer Rapper und Hip-Hop-Musiker
- 17. Dezember: Gigi D’Agostino, italienischer DJ, Remixer und Musikproduzent
- 18. Dezember: Mille Petrozza, deutscher Metal-Sänger
- 19. Dezember: Melanie Doane, kanadische Singer-Songwriterin
- 19. Dezember: Rebecca Saunders, britische Komponistin
- 23. Dezember: Carla Bruni, italienisch-französische Musikerin und Fotomodell
- 24. Dezember: Shazz, französischer Musiker und Technoproduzent
- 24. Dezember: Pernilla Wahlgren, schwedische Sängerin, Schauspielerin und Moderatorin
- 25. Dezember: Pius Baumgartner, Schweizer Jazz- und Volksmusiker
- 25. Dezember: Boris Novković, kroatischer Sänger und Komponist
- 26. Dezember: Marcos Montes, argentinischer Schauspieler und Musiker
- 26. Dezember: Takkyu Ishino, japanischer Technoproduzent und DJ
- 26. Dezember: Rob Stephenson, US-amerikanischer Autor, Komponist, Musiker und bildender Künstler
- 00. Dezember: Jacob Fischer, dänischer Jazzmusiker (Gitarre)

### Genaues Geburtsdatum unbekannt
- Afrika Islam, US-amerikanischer DJ und Produzent
- Brenno Ambrosini, italienischer Pianist und Musikpädagoge
- Kevin Bales, US-amerikanischer Jazzmusiker
- Gerd Baumann, deutscher Musiker, Komponist und Hochschullehrer
- Ralph Beerkircher, deutscher Jazzgitarrist († 2024)
- Rufus Cappadocia, kanadischer Cellist
- Daniel Casimir, deutscher Jazzmusiker (Altposaune, Komposition)
- Christopher Cooper, US-amerikanischer Hornist
- Joan Díaz, spanischer Jazzmusiker (Piano, Komposition)
- Sönke Düwer, deutscher Fusionmusiker (Schlagzeug, Keyboards, Komposition)
- Michael Form, deutscher Blockflötist, Dirigent und Hochschullehrer
- Rossano Galante, US-amerikanischer Komponist und Orchestrator
- John Gordon, dänischer Songwriter und Musikproduzent
- Sultan Ahmad Hamahang, afghanischer Musiker
- Monika Hofmann, deutsche Posaunistin und Hochschullehrerin
- Lidija Horvat-Dunjko, kroatische Opernsängerin (Sopran) und Dozentin
- Fany Kammerlander, deutsche Cellistin
- Patrick Kessler, Schweizer Jazz- und Improvisationsmusiker (Kontrabass, Komposition) und Klangkünstler
- Barbara Kraus, deutsche Konzertorganistin und Fachbuchautorin
- Andreas Kunz, deutscher Journalist und Musikwissenschaftler
- Bernadette La Hengst, deutsche Pop- und Elektropop-Musikerin
- Christian Lampert, deutscher Hornist
- Thomas Langer, deutscher Jazz-Gitarrist, Komponist und Produzent
- Karsten Mackensen, deutscher Musikwissenschaftler
- Albert Márkos, rumänisch-ungarischer Cellist, Improvisationsmusiker und Komponist
- Fernando Marzan, argentinischer Tangopianist
- Nicholas Milton, australischer Geiger und Dirigent
- Snehasish Mozumder, indischer Mandolinist der karnatischen Musik
- Astrid Nielsch, deutsche Harfenistin
- Hannes Oberwalder, österreichischer Musikproduzent, Keyboarder und Pianist
- Peter Pichler, deutscher Musiker, Komponist und Musikproduzent
- Antonio Pinto, brasilianischer Filmkomponist
- Markus Rindt, deutscher Hornist
- Fabio Romano, italienischer Pianist
- Jörg Sander, deutscher Gitarrist und Komponist
- Dave Sardy, US-amerikanischer Musikproduzent
- Sue Schlotte, deutsche Cellistin, Improvisatorin und Musikpädagogin
- Andreas Schmidt, deutscher Pianist, Komponist und Arrangeur
- Domenico Severin, italienischer Organist
- Alexander Shtarkman, US-amerikanischer Pianist und Musikpädagoge
- Sieben, britischer Violinist und Sänger
- Misha Stefanuk, US-amerikanischer Komponist, Pianist und Musikpädagoge
- Josef Steinböck, österreichischer Musiker
- Christian Stötzner, deutscher Kantor, Organist und Kirchenmusikdirektor
- Egidius Streiff, Schweizer Geiger und Musikproduzent
- Mark Suter, Schweizer Perkussionist
- Nik Tarasov, deutscher Blockflötist, Komponist und Chefredakteur
- Katrin Troendle, deutsche Kabarettistin und Sängerin († 2025)
- Aura Twarowska, rumänische Mezzosopranistin
- Rob Tyger, deutscher Musikproduzent, Komponist, Songwriter, Bassist und Gitarrist
- Martin Unterberger, deutscher Musiker und Komponist
- Nick Urata, US-amerikanischer Multiinstrumentalist, Sänger und Filmkomponist
- Claudio Vandelli, italienischer Dirigent
- Mike Väth, deutscher Techno-Musiker, DJ, Digitalkünstler und Kommunikationsdesigner
- Simon Vincent, britischer Pianist, Komponist, Musikverleger und Performer
- Johannes Vogel, österreichischer Musiker und Komponist
- Ansgar Wallenhorst, deutscher Kirchenmusiker
- Christian Weiper, deutscher Offizier und Kapellmeister
- Harry White, US-amerikanischer Klassischer Saxophonist
- Damon Wild, US-amerikanischer Musiker, Produzent und DJ
- Marianna Zorba, griechische Sängerin

### Geboren um 1967
- Sandra Booker, US-amerikanische Jazzsängerin, Autorin und Aktivistin († 2024)
- Gabriele Rosenberg, deutsche Jazzmusikerin (Posaune, Tuba)

## Gestorben

### Januar
- 01. Januar: Moon Mullican, US-amerikanischer Country-Sänger und Pianist (* 1909)
- 05. Januar: Luise Helletsgruber, österreichische Opernsängerin (Sopran) (* 1901)
- 10. Januar: Vilém Petrželka, tschechischer Komponist (* 1889)
- 11. Januar: Wolfgang Zeller, deutscher Komponist u. a. von Filmmusik (* 1893)
- 15. Januar: Albert Szirmai, ungarischer Operettenkomponist und Dirigent (* 1880)
- 23. Januar: Ariyakkudi Ramanuja Iyengar, indischer Sänger der karnatischen Musik (* 1890)
- 29. Januar: Hermann Neuling, deutscher Hornist und Komponist (* 1897)
- 31. Januar: Geoffrey O’Hara, kanadisch-amerikanischer Sänger und Komponist (* 1882)

### Februar
- 05. Februar: Violeta Parra, chilenische Folkloremusikerin (* 1917)
- 06. Februar: Ella Jonas-Stockhausen, deutsche Pianistin und Musikpädagogin (* 1883)
- 07. Februar: Franz Rosenberger, rumäniendeutscher Militärmusiker und Komponist (* 1895)
- 12. Februar: Helmuth Pommer, österreichischer evangelischer Pfarrer und Volksliedsammler (* 1883)
- 18. Februar: Manuel Palau Boix, spanischer Komponist, Musikpädagoge und Dirigent (* 1893)
- 23. Februar: Walter Georgii, deutscher Pianist und Klavierpädagoge (* 1887)
- 24. Februar: Franz Waxman, deutsch-amerikanischer Filmkomponist, Dirigent und Arrangeur (* 1906)
- 26. Februar: Bill Clifton, kanadischer Pianist des frühen Pop-Jazz (* 1916)

### März
- 02. März: Jean Fellot, französischer Organist und Musikpädagoge (* 1905)
- 06. März: Zoltán Kodály, ungarischer Komponist, Musikpädagoge und Musikethnologe (* 1882)
- 07. März: Willie Smith, US-amerikanischer Jazz-Altsaxophonist (* 1910)
- 09. März: Alfred Strasser, österreichischer Filmkomponist (* 1895)
- 10. März: Ina Boyle, irische Komponistin (* 1889)
- 10. März: Alfred Noller, deutscher Opernregisseur und Intendant (* 1898)
- 11. März: Geraldine Farrar, US-amerikanische Opernsängerin (Sopran) und Filmschauspielerin (* 1882)
- 15. März: Friedrich Buchholz, deutscher Kunsthistoriker und Kantor (* 1902)
- 23. März: Pete Johnson, US-amerikanischer Boogie-Woogie-Pianist (* 1904)
- 27. März: William Kincaid, US-amerikanischer Flötist und Hochschullehrer (* 1895)
- 29. März: Emil Holz, Schweizer Zitherspieler, Gitarrist und Komponist (* 1898)

### April
- 03. April: Leo Eysoldt, deutscher Pianist, Dirigent, Komponist und Arrangeur im Bereich der Unterhaltungsmusik (* 1891)
- 04. April: Lulu Basler, deutsche Sängerin und Schauspielerin (* 1908)
- 05. April: Mischa Elman, US-amerikanischer Violinvirtuose (* 1891)
- 09. April: Karl Köther, deutscher Sänger (Bassbariton), Regisseur und Intendant (* 1899)
- 24. April: Charlie Margulis, US-amerikanischer Jazztrompeter und Kornettist (* 1902)
- 29. April: J. B. Lenoir, US-amerikanischer Blues-Sänger und Gitarrist (* 1929)
- 29. April: Will Meisel, deutscher Tänzer, Komponist und Verlagsgründer (* 1897)

### Mai
- 05. Mai: Max Schneider, deutscher Musikhistoriker (* 1875)
- 08. Mai: LaVerne Sofie Andrews, US-amerikanische Jazz-, Swing- und Popsängerin (Andrews Sisters) (* 1911)
- 08. Mai: Paul Pratt, kanadischer Komponist, Klarinettist, Dirigent und Musikpädagoge (* 1894)
- 10. Mai: Hermann Blume, deutscher Komponist (* 1891)
- 10. Mai: Arthur Carron, englischer Operntenor (* 1900)
- 10. Mai: George Jenkins, US-amerikanischer Jazzmusiker (Schlagzeug) (* 1911)
- 12. Mai: Julius Kalaš, tschechischer Komponist (* 1902)
- 17. Mai: John Wesley Work III, US-amerikanischer Komponist, Pädagoge, Chorleiter und Musikwissenschaftler (* 1901)
- 23. Mai: Carl-Henrik Norin, schwedischer Jazz- und Unterhaltungsmusiker (Saxophon, Komposition) (* 1920)
- 28. Mai: Doc Walsh, US-amerikanischer Old-Time-Musiker (* 1901)
- 29. Mai: Gerónimo Baqueiro Foster, mexikanischer Musikwissenschaftler, Komponist, Flötist und Oboist (* 1898)
- 31. Mai: Billy Strayhorn, US-amerikanischer Jazzmusiker (* 1915)

### Juni
- 02. Juni: Clarence Ashley, US-amerikanischer Old-Time- und Folksänger (* 1895)
- 03. Juni: André Cluytens, belgisch-französischer Dirigent (* 1905)
- 15. Juni: Estanislao Mejía, mexikanischer Komponist und Musikpädagoge(* 1882)
- 21. Juni: Emanuel List, österreichisch-amerikanischer Opernsänger (Bassist) (* 1888)
- 24. Juni: Raúl Borges, kolumbianischer Komponist, Gitarrist und Musikpädagoge (* 1882)

### Juli
- 08. Juli: Ferdinand Timmermans, niederländischer Carilloneur, Organist und Musikinstrumentenbauer (* 1891)
- 09. Juli: Fadhma Aït Mansour, algerische Sängerin (* 1882)
- 09. Juli: Stefan Bolesław Poradowski, polnischer Komponist (* 1902)
- 12. Juli: Sergius Sax, Schauspieler bei Bühne und Film sowie Theaterregisseur, -leiter, Rezitator, Conferencier und Komponist (* 1901)
- 17. Juli: John Coltrane, US-amerikanischer Jazzmusiker (* 1926)
- 20. Juli: Heinrich Steinbeck, Schweizer Komponist und Dirigent (* 1884)
- 25. Juli: Tommy Duncan, US-amerikanischer Country-Sänger (* 1911)
- 26. Juli: Matthijs Vermeulen, niederländischer Komponist und Musikjournalist (* 1888)
- 30. Juli: Marios Varvoglis, griechischer Komponist (* 1885)

### August
- 03. August: Ike Zimmerman, US-amerikanischer Bluesgitarrist (* 1907)
- 03. August: Frederick Zimmermann, US-amerikanischer Kontrabassist und Musikpädagoge (* 1906)
- 04. August: Gustave Samazeuilh, französischer Komponist und Musikkritiker (* 1877)
- 07. August: Kurt Engel, deutscher Schlagwerker und Komponist (* 1909)
- 08. August: Jaromír Weinberger, tschechischer Komponist (* 1896)
- 14. August: Hans Joachim Moser, deutscher Musikwissenschaftler, Komponist und Sänger (* 1889)
- 17. August: Hermann Keller, deutscher evangelischer Kirchenmusiker und Musikwissenschaftler (* 1885)
- 18. August: Paule Maurice, französische Komponistin (* 1910)
- 24. August: Jorge Caldara, argentinischer Bandoneonist, Bandleader und Tangokomponist (* 1924)
- 27. August: Brian Epstein, britischer Geschäftsmann, Manager der Beatles (* 1934)
- 29. August: Pedro Echavarría Lazala, dominikanischer Flötist und Musikpädagoge (* 1894)

### September
- 04. September: Edna Gallmon Cooke, US-amerikanische Gospelsängerin und Songwriterin (* 1917)
- 05. September: August Pepöck, österreichischer Kapellmeister und Komponist (* 1887)
- 07. September: Hugo Herrmann, deutscher Komponist, Organist und Chorleiter (* 1896)
- 07. September: Rex Stewart, US-amerikanischer Jazzkornettist (* 1907)
- 15. September: Hans Haug, Schweizer Komponist (* 1900)
- 19. September: Friedrich Herzfeld, deutscher Kapellmeister, Musikschriftsteller und Musikkritiker (* 1897)
- 20. September: Henri Mulet, französischer Organist und Komponist (* 1878)

### Oktober
- 03. Oktober: Woody Guthrie, US-amerikanischer Singer-Songwriter (* 1912)
- 03. Oktober: Carlo Hemmerling, Schweizer Komponist, Pianist und Organist (* 1903)
- 03. Oktober: Walter Müller von Kulm, Schweizer Komponist, Dirigent und Musikpädagoge (* 1899)
- 03. Oktober: Sir Malcolm Sargent, englischer Dirigent (* 1895)
- 12. Oktober: Karl Kraus, deutscher Organist und Musikpädagoge (* 1895)
- 15. Oktober: Karl Lütge, deutscher Lehrer und Kirchenmusiker (* 1875)
- 19. Oktober: Billy Banks, US-amerikanischer Jazz-Sänger (* 1908)
- 19. Oktober: Henderson Chambers, US-amerikanischer Jazz-Posaunist (* 1908)
- 23. Oktober: Jindřich Jindřich, tschechischer Komponist, Pianist und Ethnograph (* 1876)
- 24. Oktober: Heino Gaze, deutscher Komponist und Texter (* 1908)
- 30. Oktober: Hans Theodor David, deutsch-amerikanischer Musikwissenschaftler (* 1902)

### November
- 05. November: Robert Nighthawk, US-amerikanischer Bluesmusiker (* 1909)
- 10. November: Ida Cox, US-amerikanische Blues- und Jazzsängerin (* 1896)
- 11. November: Paul Hansen, dänischer Opernsänger (Tenor/Bariton) (* 1886)
- 16. November: Jimmy Archey, US-amerikanischer Jazz-Posaunist und Bandleader (* 1902)
- 17. November: Aram Merangulyan, armenischer Komponist und Dirigent (* 1902)
- 18. November: Henri Nibelle, französischer Organist und Komponist (* 1883)
- 19. November: George Lawrence Stone, US-amerikanischer Schlagzeuger und Schlagzeuglehrer (* 1886)
- 22. November: Edvin Kallstenius, schwedischer Komponist (* 1881)
- 23. November: Otto Erich Deutsch, österreichischer Musikwissenschaftler (* 1883)
- 26. November: Johannes Hanssen, norwegischer Militärmusiker, Komponist und Dirigent (* 1874)
- 27. November: Max Dreher, deutscher Orgelbauer (* 1886)
- 27. November: Walter Gross, US-amerikanischer Jazzmusiker (Pianist, Bandleader) und Komponist (* 1909)

### Dezember
- 08. Dezember: Louis Bacon, US-amerikanischer Jazz-Trompeter und Sänger des Swing (* 1904)
- 08. Dezember: María Rodrigo, spanische Komponistin, Pianistin und Dozentin (* 1888)
- 10. Dezember: Brasílio Itiberê da Cunha Luz, brasilianischer Komponist (* 1896)
- 10. Dezember: Otis Redding, US-amerikanischer Soul-Sänger (* 1941)
- 13. Dezember: Walerija Wladimirowna Barsowa, russische bzw. sowjetische Sopranistin, Opernsängerin und Hochschullehrerin (* 1892)
- 20. Dezember: Emile Mawet, belgischer Komponist und Cellist (* 1884)
- 24. Dezember: Karl Ristenpart, deutscher Dirigent (* 1900)
- 27. Dezember: Henri Delcellier, französisch-kanadischer Klarinettist, Geiger, Chorleiter und Dirigent (* 1872)
- 28. Dezember: Mária Németh, österreichisch-ungarische Opernsängerin (Sopran) (* 1897)
- 29. Dezember: Omkarnath Thakur, indischer Sänger, Musikpädagoge und -wissenschaftler (* 1897)
- 29. Dezember: Paul Whiteman, US-amerikanischer Bandleader (* 1890)
- 30. Dezember: Bert Berns, US-amerikanischer Musikproduzent und Komponist (* 1929)

### Genaues Todesdatum unbekannt
- Eduardo Fornarini, italienischer Musikpädagoge und Komponist (* 1887)
- Willard McDaniel, US-amerikanischer Rhythm-&-Blues- und Jazzpianist (* 1877)
- Kaete Nick-Jaenicke, deutsche Konzertsängerin (* 1889)
- Abdi Sinimo, somalischer Musiker (* 1920)